# ジョゼ・ロドルフォ・ピレス・リベイロ
ドド（Dodô）ことジョゼ・ロドウフォ・ピレス・リベイロ（José Rodolfo Pires Ribeiro, 1992年2月6日 - ）は、ブラジル・サンパウロ出身のサッカー選手。アトレチコ・ミネイロ所属。ポジションはDF。
メディアによってはドドーという表記もみられる。

## 経歴
2007年、ブラジルのSCコリンチャンス・パウリスタのユースチームでキャリアをスタートさせ、2009年にトップチーム昇格を果たした。2011年12月、ECバイーアへレンタル移籍。
2012年7月2日、イタリアのASローマへ移籍。主に左サイドバックとして1年目は11試合、2年目は19試合に出場した。
2014年7月インテル・ミラノへ買い取り義務付きの2年契約でレンタル移籍。
2年間のレンタル料は120万ユーロ（約1億6800万円）、買い取り金額は780万ユーロ（約11億円）に設定されている。8月31日、トリノFCとのリーグ開幕戦に先発出場しインテルでのデビューを飾った。
当初はロベルト・マンチーニ監督の信頼を勝ち取っていたものの、次第に長友佑都やアレックス・テレスとのポジション争いが激化。2016年1月21日にUCサンプドリアへローンとなった。後半戦で17試合に出場しクラブのセリエA残留に貢献する。しかし翌シーズンになると出場機会を失い、2018年2月22日にサンプドリアが保有権を買い取った上でサントスFCへ期限付き移籍した。
2021年2月5日、アトレチコ・ミネイロに2年契約で移籍した。

## 代表歴
年代別のブラジル代表として、2009 南米ユース選手権に出場しチームの優勝に貢献した。また2009 FIFA U-17ワールドカップに出場した。
2014年9月、ドゥンガ新監督が就任したブラジル代表に招集された。

## タイトル

### クラブ
コリンチャンス
- コパ・ド・ブラジル : 2009

### 代表
ブラジル
- 南米ユース選手権 : 2009
- スーペルクラシコ・デ・ラス・アメリカス : 2014